# Alcindo (football, 1967)
Pour le footballeur né en 1945, voir Alcindo.
Alcindo Sartori, plus communément appelé Alcindo, est un footballeur brésilien né le 21 octobre 1967 à Medianeira.